# Ivan Horvat (pjesnik)
Ivan Horvat (Hrvatski Židan, Mađarska, 1940. – Acsád, Mađarska, 2002.) je hrvatski pjesnik i romanopisac za djecu iz mađarskog dijela Gradišća. Pripadnik je gradišćanskih Hrvata.
Službovao je kao svećenik, a za vrijeme službovanja u gradišćanskohrvatskom selu Undi se odrekao svećenićkog poziva.
Pisao je etnografske članke te članke i rasprave o pučke religioznosti u gradišćanskih Hrvata.
Književnim radom se bavio u zrelijoj životnoj dobi. Pjesme je pisao u narječju.

## Djela
- Židanski dičaki, roman za djecu
- Pjesme

Svojim djelima je ušao u antologiju Pjesništvo gradišćanskih Hrvata = Poemaro de Burglandaj Kroatoj, urednika Đure Vidmarovića i Marije Belošević.